# Kärsämäki (Turku)
Kärsämäki est un quartier du district Runosmäki-Raunistula à Turku en Finlande,.

## Description
Kärsämäki est situé  à environ quatre kilomètres au nord du centre-ville sur la rive ouest de la rivière Vähäjoki.
Kärsämäki est en grande partie une zone résidentielle de petites maisons.
Kärsämäki compte deux zones industrielles : Orjasmäki le long de la route principale 40 et Hiidenvartti.
Avec une superficie de 8,9 hectare, le cimetière de Kärsämäki est le deuxième cimetière le plus étendu de Turku.
A l'ouest, Kärsämäki est bordé par la rue Runosmäenkatu et la route de Tampere, au nord par la ceinture périphérique.
À l'est, la frontière est le chemin de fer Turku-Toijala, Piipanoja et Vähäjoki, et au sud, la route Kaerlantie.
Les quartiers entourant Kärsämäki sont Runosmäki, Kaerla, Räntämäki, Oriketo et Urusvuori.

## Transports
Les transports en commun de Kärsämäki sont basés sur la ligne de bus 1 (vers l'Aéroport de Turku) qui traverse le quartier le long de Kärsämäentie et les lignes 21, 21A, 21B, 22, 22C, 23, 23A et 23B (en direction de Maaria et Paattinen) et la ligne Takakirves 13, dont le terminus est à Kärsämäki dans la zone de Palta.

## Galerie

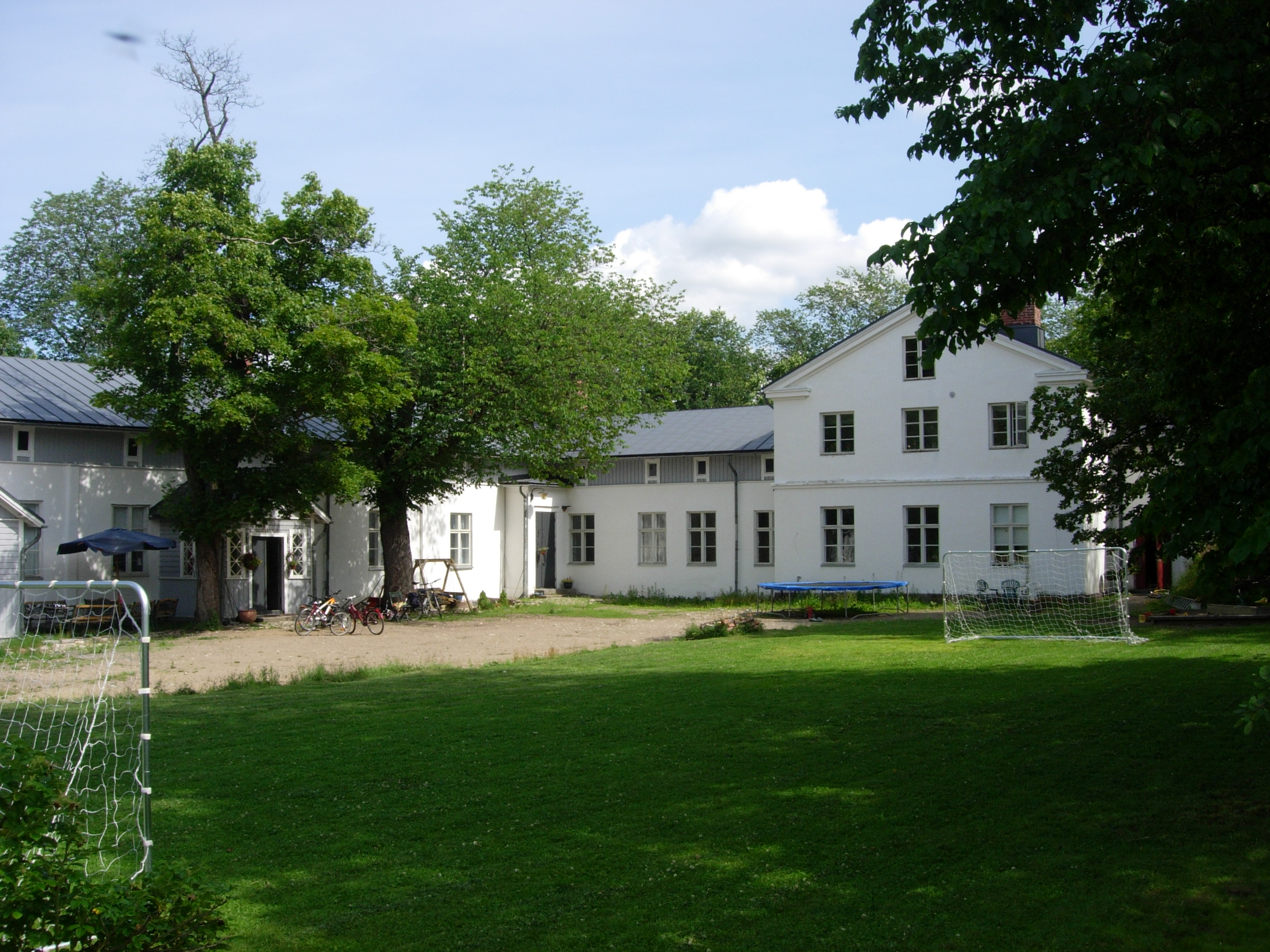
Manoir de Kärsämäki.
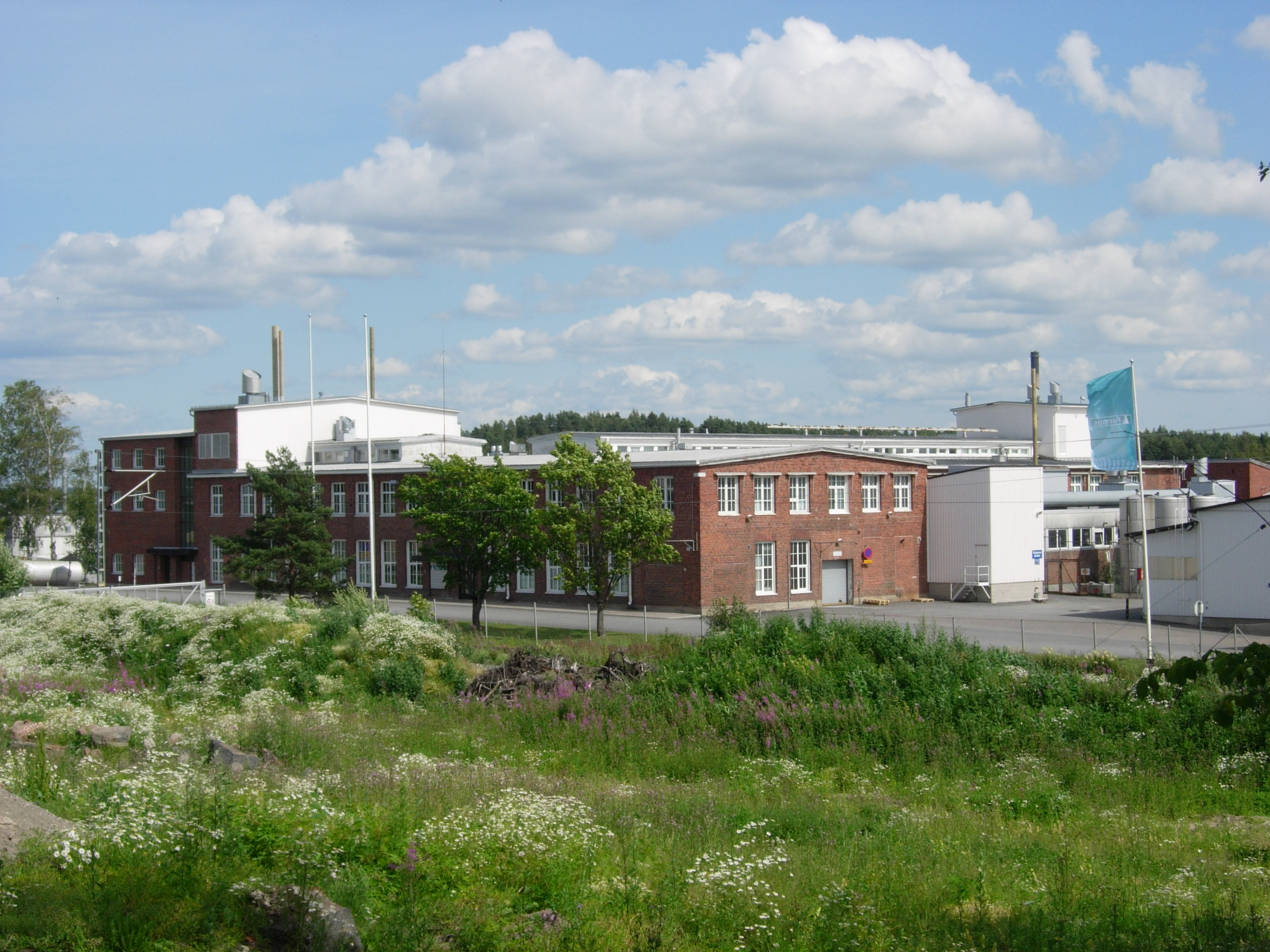
Usine Carlos.
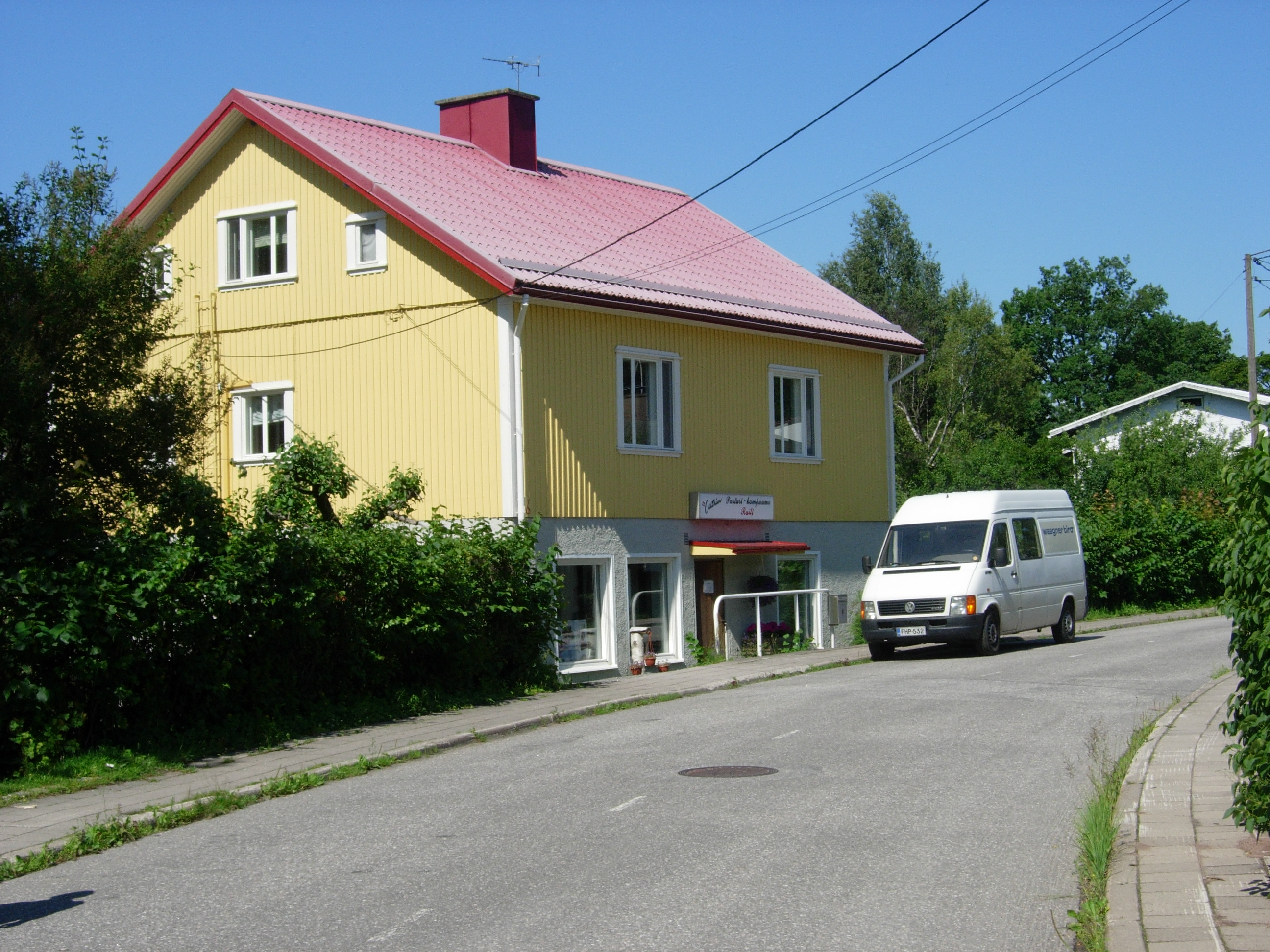
Ampumäkentänkatu 6.
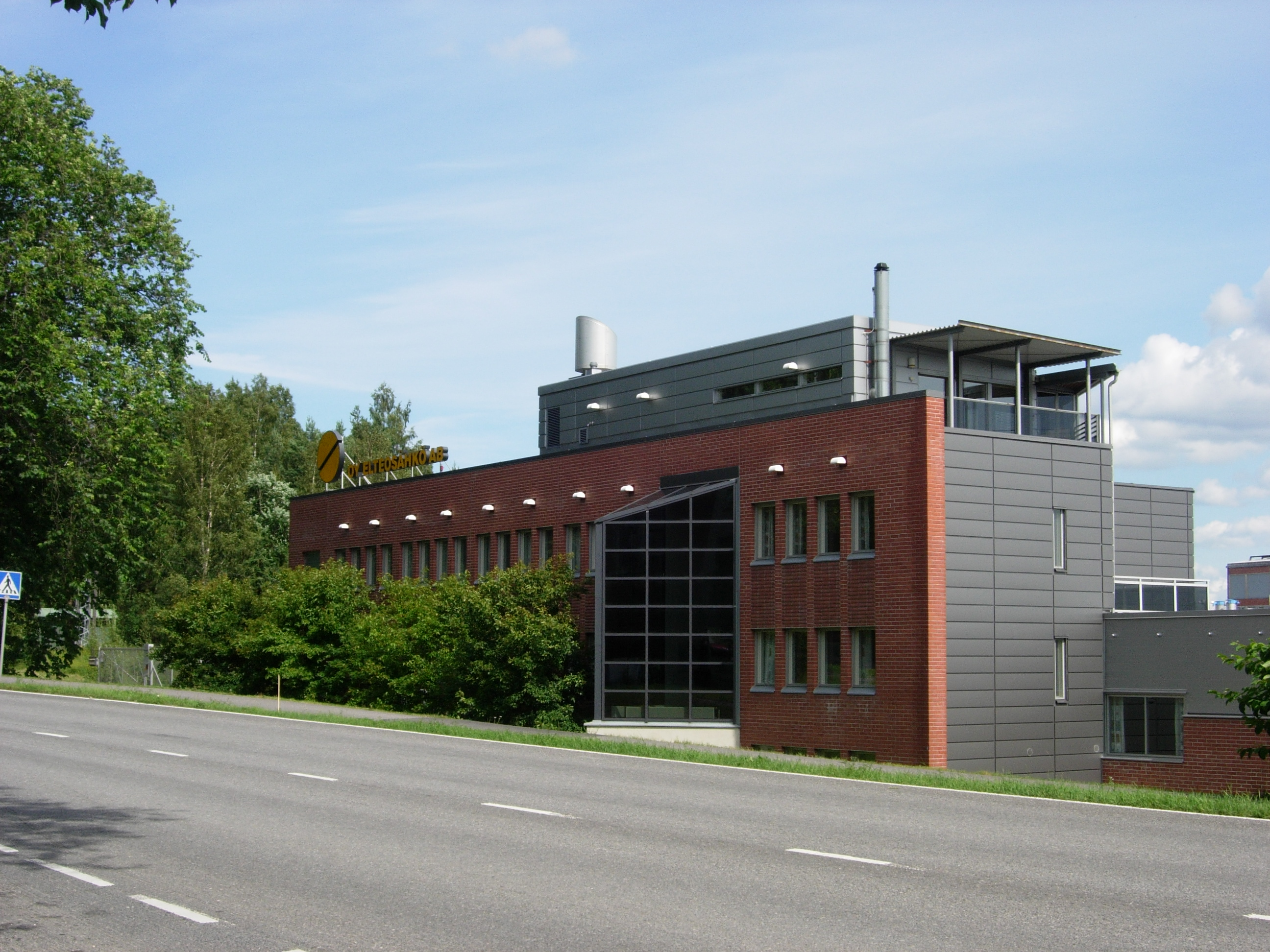
Elteosähkö, Kärsämäentie 23.
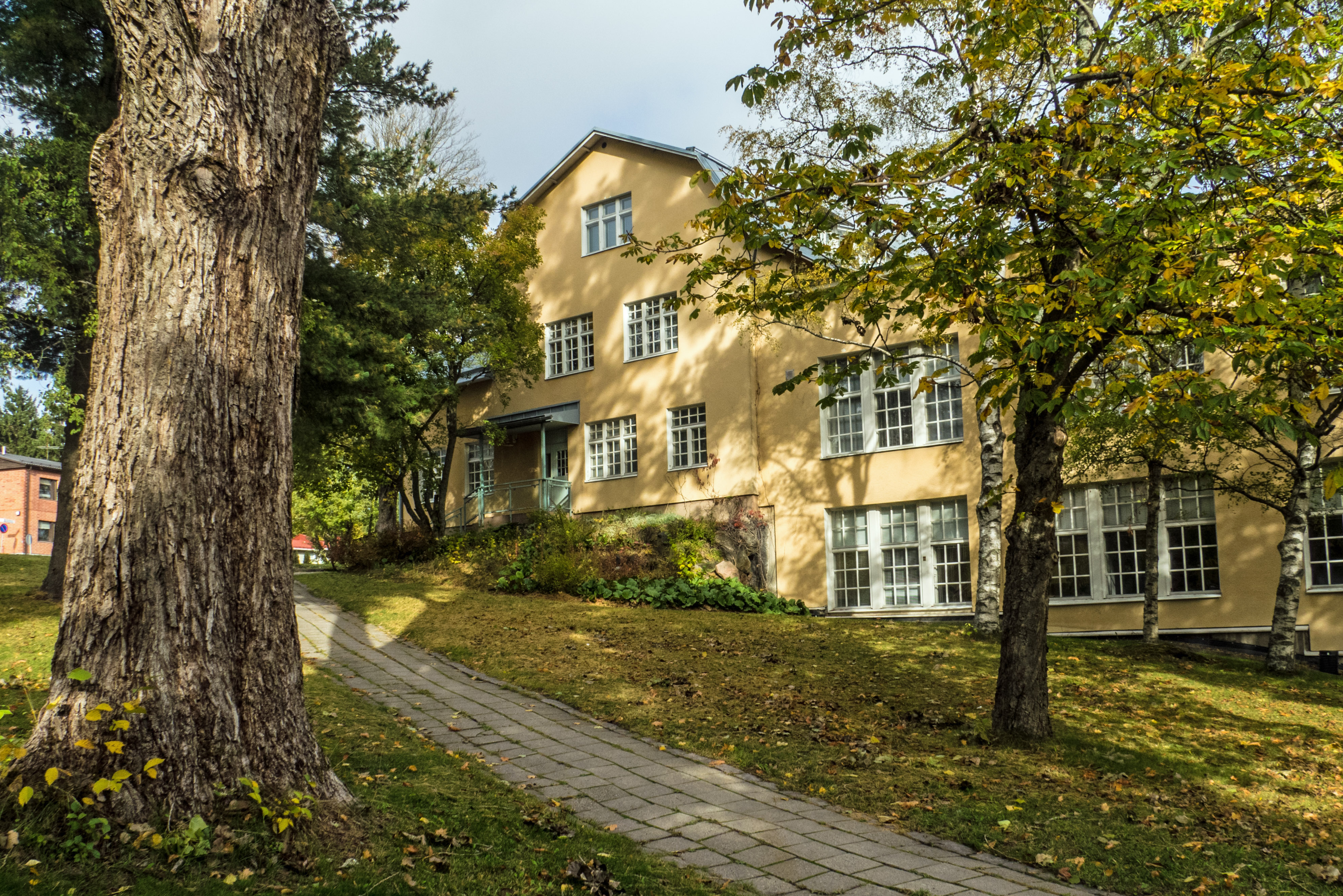
Kutomo & Punomo.